# Петтигрю, Антонио
Антонио Петтигрю (англ. Antonio Pettigrew, 3 ноября 1967, Мейкон, Джорджия, США — 10 августа 2010, округ Чатем, Северная Каролина, США) — американский легкоатлет, чемпион мира в беге на 400 м в Токио (1991), обладатель золотой олимпийской медали 2000 года в эстафете 4×400 метров, впоследствии лишённый её за применение допинга.

## Спортивная карьера
Выиграл золото на чемпионате мира 1991 года в Токио на дистанции 400 м, в финале эстафеты 4×400 м в составе эстафетной команды занял второе место. Затем побеждал в эстафетах на чемпионатах мира в 1997 году в Афинах, в 1999 году в Севилье и в 2001 году в Эдмонтоне.
В 2000 году на Олимпийских играх в Сиднее выиграл «золото» в эстафете 4×400 м. В 2008 году во время судебного процесса над своим бывшим тренером Тревором Грэмом спортсмен заявил, что принимал эритропоэтин и гормон роста с 1996 года. После этого он и его партнеры по команде были лишены олимпийской медали, он также был лишен золотых медалей чемпионатов мира, начиная с 1997 года.
В последние годы тренировал легкоатлетов Университета Северной Каролины в Чапел-Хилле. 10 августа 2010 был найден мертвым на заднем сиденье в своем автомобиле. В салоне автомобиля полицией был обнаружен неизвестный белый порошок. Полиция не исключает возможность самоубийства.